# Calodia subcrista
Calodia subcrista är en insektsart som beskrevs av Nielson 1996. Calodia subcrista ingår i släktet Calodia och familjen dvärgstritar. Inga underarter finns listade i Catalogue of Life.